# Johann von Berenberg-Gossler

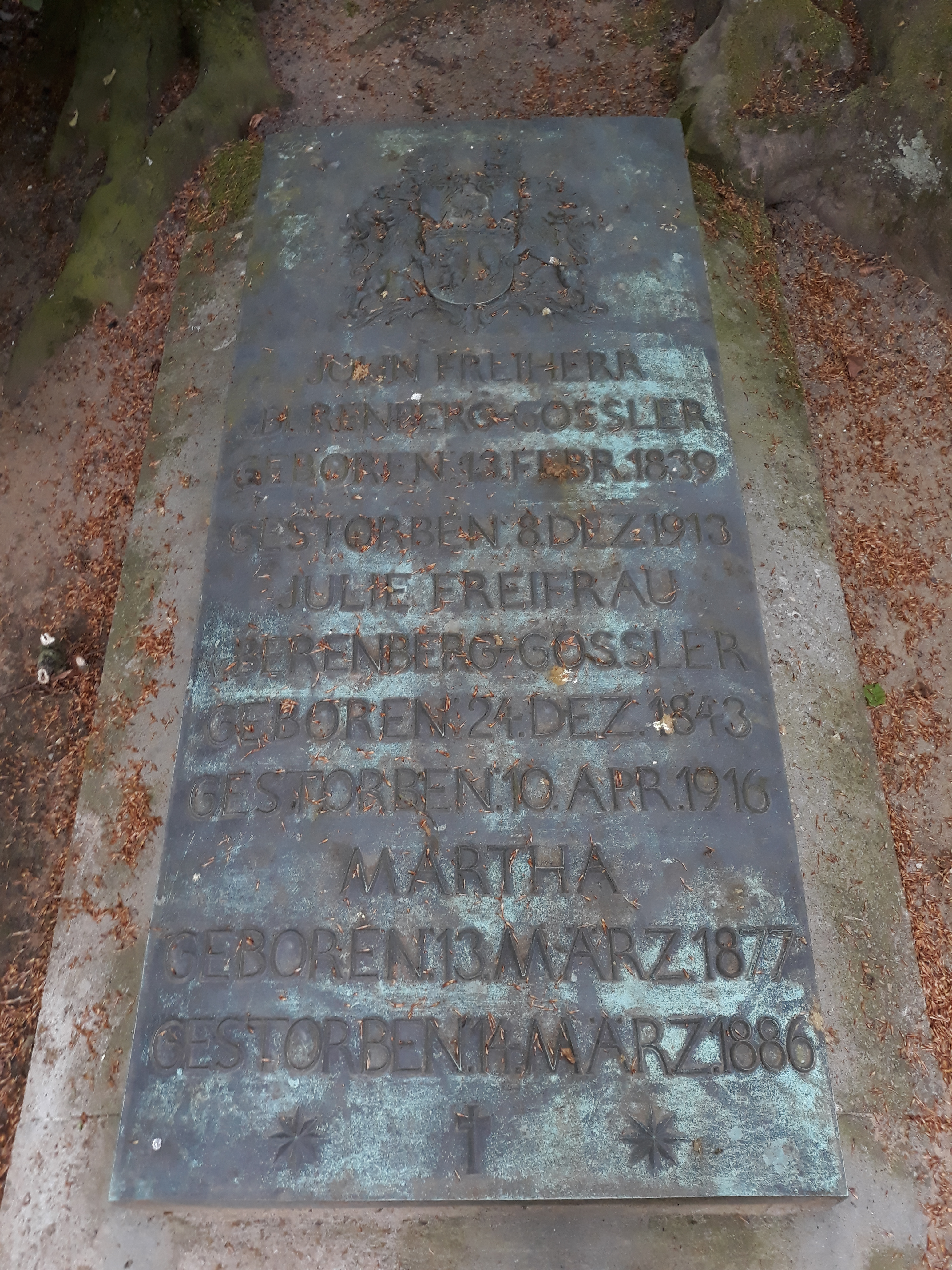
Grab John Freiherr Berenberg-Gossler mit Ehefrau Julie und Tochter Martha auf dem Alten Niendorfer Friedhof in Hamburg.

Johann Freiherr von Berenberg-Gossler, genannt John, geboren als Johann Gossler (* 13. Februar 1839 in Hamburg; † 8. Dezember 1913 ebenda) war ein deutscher Bankier und bis 1913 Inhaber der Berenberg Bank.

## Leben
Er war Mitglied der Hanseatenfamilie Berenberg-Goßler und Sohn des Bankiers Johann Heinrich Gossler (1805–1879) sowie Enkel des Senators Johann Heinrich Gossler. Sein Onkel war der Erste Bürgermeister Hamburgs Hermann Goßler.
Von Berenberg-Gossler, den Freunde John B. nannten, war von seinem Vater für die Leitung der Firma Joh. Berenberg, Gossler & Co. in Hamburg vorgesehen, obwohl er sich für Musik und Theater interessierte und gerne Sprachen, Literaturwissenschaft und Geschichte studiert hätte. So hielt er sich eine Zeit lang zur Ausbildung in Frankreich, England sowie Nord- und Südamerika auf und wurde am 1. Juli 1864 Teilhaber der Firma. Nach dem Tod des Vaters im Jahr 1879 übernahm er die Leitung. Die in New York und Boston bestehenden Zweigstellen der Firma löste von Berenberg-Gossler in den Jahren 1880 bzw. 1891 auf. Sein Vermögensanteil an dem Unternehmen betrug 1913 etwa 7 Millionen Mark. Durch Aktienbesitz war sein Gesamtvermögen erheblich größer.
Ab 1876 war von Berenberg-Gossler Mitglied des Bezirksausschusses der Hauptstelle der Reichsbank in Hamburg. Von 1886 bis 1891 gehörte er der Hamburgischen Bürgerschaft an. 1894 wurde von Berenberg-Gossler großherzoglich badischer Generalkonsul. Er war Kommandeur 1. Klasse des schwedischen Wasaordens.

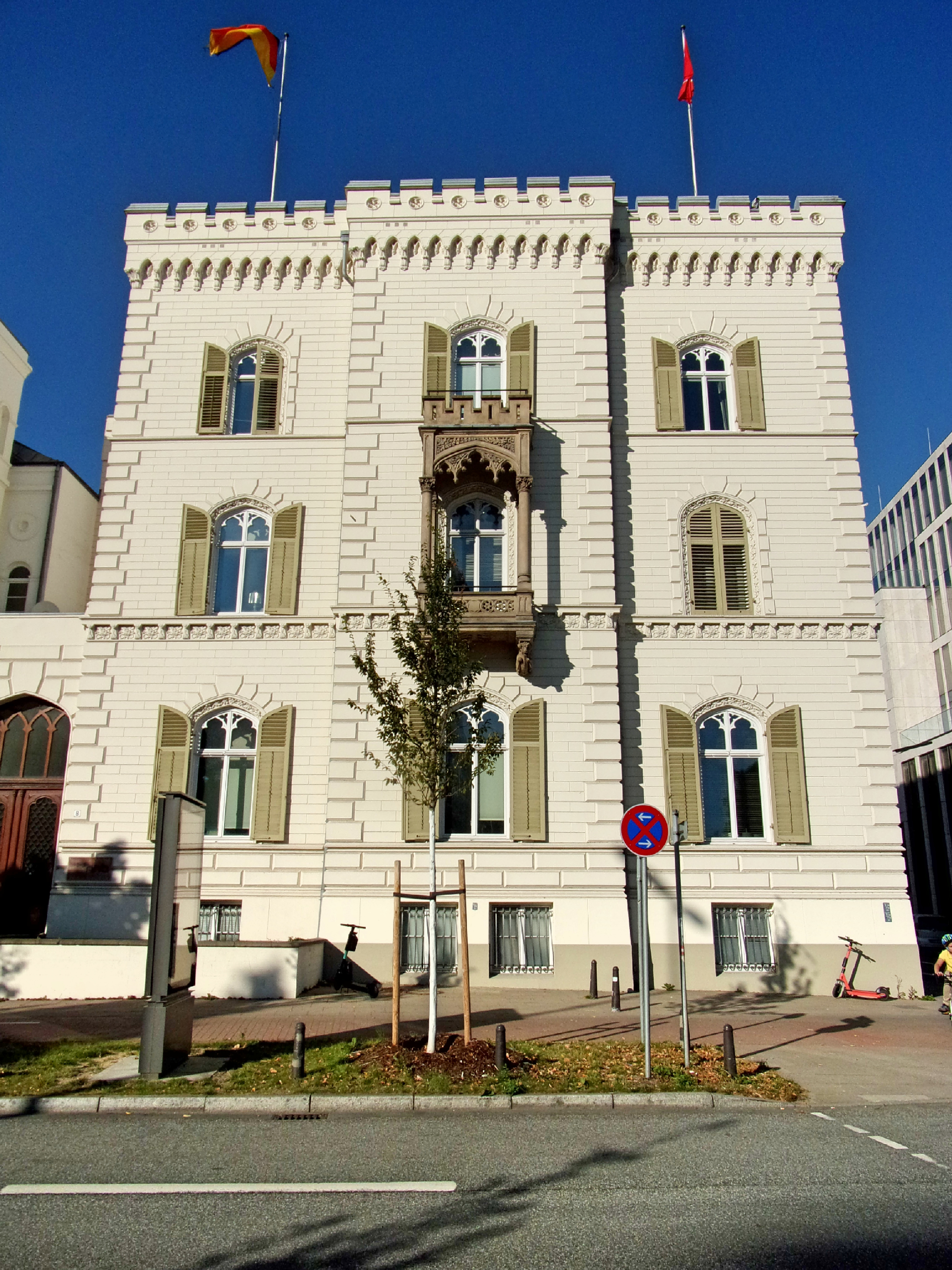
Wohnhaus der Familie John von Berenberg-Gossler ab 1885

Von Berenberg-Gossler heiratete am 18. August 1864 in Altona Juliane Amalie Donner (1843–1916). Sie bewohnten zunächst zwei Etagen in der Ferdinandstraße Nr. 26 in Hamburg. Nach der Geburt von neun Kindern erwarb von Berenberg-Gossler 1885 das Haus am Alsterglacis Nr. 8. Das Anwesen in Niendorf, das er von seinem Vater geerbt hatte, vergrößerte er durch Zukäufe und ließ dort 1881/82 eine Villa erbauen. 1912 stiftete von Berenberg-Gossler in Niendorf eine Warteschule, deren Gebäude heute als Berenberg-Gossler-Haus bekannt ist und als kulturelle Begegnungsstätte dient.
Ein Jahr nach dem Tod seines Vaters Heinrich Gossler genehmigte der Hamburger Senat 1880 die Namensänderung in „Berenberg-Gossler“. 1889 wurden Johann von Berenberg-Gossler für seine Verdienste um den Zollanschluss Hamburgs und seiner Familie das erbliche preußische Adelsprädikat verliehen. Er führte den Namen „von Berenberg-Gossler“. 1910 wurde von Berenberg-Gossler und seiner Familie der erbliche preußische Adelstitel Freiherr verliehen.
Zu seinen Söhnen gehörten John von Berenberg-Gossler (1866–1943) und Cornelius Freiherr von Berenberg-Gossler (1874–1953). Seit 1993 erinnert der Berenberg-Gossler-Weg in Hamburg-Niendorf an die Familie.